# Henry Cohen (Militär)
Henry Cohen (* 1922 in New York City; † 1999) war der US-amerikanische Leiter des Lagers Föhrenwald, des zweitgrößten DP-Lagers in der Amerikanischen Besatzungszone nach dem Ende des Zweiten Weltkriegs.
Vor Beginn seiner Dienstzeit im Januar 1946 hatte Cohen in der Infanterie der US-Armee im Zweiten Weltkrieg gekämpft und an der Ardennenoffensive und der Einnahme der Ludendorff-Brücke teilgenommen. Nach Kriegsende wurde Cohen in die US-Militärverwaltung im besetzten Nachkriegsdeutschland übernommen. Im Alter von 23 Jahren wurde er mit der Leitung des Lagers Föhrenwald betraut. Unterstützt wurde er von einem Team der UNRRA. Bei seinem Dienstantritt waren in dem ausschließlich jüdischen Lager ca. 5.600 Überlebende des Holocaust untergebracht.
Bei seinem Einsatz für die Belange der Displaced Persons begegnete er eigenen Angaben zufolge einem weitverbreiteten Antisemitismus in den Reihen des US-Militärpersonals. In einer 1996 gehaltenen Rede berichtete er von einem Zwischenfall in Wolfratshausen, bei dem alkoholisierte US-Soldaten einige jüdische Bewohner eines zivilen Quartiers attackierten. In der Folge kam es zu Tumulten im Lager Föhrenwald, die ohne die Intervention Cohens auf Wolfratshausen hätten übergreifen können.
Nach seiner Rückkehr in die Vereinigten Staaten arbeitete Cohen in verschiedenen Funktionen in der Verwaltung seiner Heimatstadt New York.